# May It Be
"May It Be" er en sang af den irske musiker Enya. Hun og Roma Ryan komponerede sangen til Peter Jacksons film The Lord of the Rings: The Fellowship of the Ring (2001). Sangen nåede førstepladsen på Tysk Singles Chart i 2002, og Enya optrådte med sangen til 74th Academy Awards. "May It Be" fik stor ros af musikkritikere og den blev nomineret til både Oscar for bedste sang, the Golden Globe Award for Best Original Song, and the Grammy Award for Best Song Written for Visual Media.

## Spor
European CD single and UK cassette single
1. "May It Be" – 3:30
2. "Isobella" – 4:27

European maxi-CD single and UK CD single
1. "May It Be" – 3:30
2. "Isobella" – 4:27
3. "The First of Autumn" – 3:08

## Hitlister
| Hitliste(2001–2002)                              | Højeste placering |
| ------------------------------------------------ | ----------------- |
| Østrig (Ö3 Austria Top 40)                       | 12                |
| Belgien (Ultratop 50 Flanderen)                  | 47                |
| Belgien (Ultratip Wallonien)                     | 4                 |
| Danmark (Track Top-40)                           | 19                |
| Czech Republic (IFPI)                            | 7                 |
| Europe (Eurochart Hot 100)                       | 10                |
| Finland (Suomen virallinen lista)                | 7                 |
| Frankrig (SNEP)                                  | 43                |
| Tyskland (Official German Charts)                | 1                 |
| Greece (IFPI Greece)                             | 42                |
| Irland (IRMA)                                    | 30                |
| Italien (FIMI)                                   | 12                |
| Holland (Single Top 100)                         | 60                |
| Romania (Romanian Top 100)                       | 72                |
| Skotland (Official Charts Company)               | 60                |
| Sverige (Sverigetopplistan)                      | 16                |
| Schweiz (Schweizer Hitparade)                    | 24                |
| Storbritannien Singles (Official Charts Company) | 50                |

| Hitliste (2002)                  | Placering |
| -------------------------------- | --------- |
| Austria (Ö3 Austria Top 40)      | 63        |
| Europe (Eurochart Hot 100)       | 86        |
| Germany (Official German Charts) | 37        |